# Calvin Miller
Calvin Miller (* 9. Januar 1998 in Glasgow) ist ein schottischer Fußballspieler, der beim FC Falkirk unter Vertrag steht.

## Karriere

### Verein
Calvin Miller, der aus dem Glasgower Stadtteil Castlemilk stammt, begann seine Karriere im Alter von 12 Jahren in der Youth Academy von Celtic Glasgow. Für die U-19-Jugendmannschaft von Celtic spielte Miller in der UEFA Youth League. Im Januar 2014 spielte er erstmals in der Profimannschaft während des Antalya Cup gegen Galatasaray Istanbul. Im Mai 2016 unterschrieb er seinen ersten Profivertrag. In der Saison 2016/17 gab Miller unter Brendan Rodgers sein Profidebüt, als er in der Partie gegen Partick Thistle in der Startelf stand. Er spielte dabei als gelernter Stürmer bis zu der 63. Spielminute auf der Position des linken Außenverteidigers, bevor gegen Emilio Izaguirre ausgewechselt wurde.

### Nationalmannschaft
Calvin Miller spielt seit 2012 in Länderspielen der Juniorenteams von Schottland. Im Mai 2012 kam er einmal in der U-15 gegen Russland zum Einsatz. Im selben Jahr debütierte er in der U-16 gegen Lettland. Für die U-16 traf er in 12 Spielen zweimal, darunter den Siegtreffer gegen England im November 2013. Von 2013 bis 2015 spielte Miller in der U-17.

## Erfolge
mit Celtic Glasgow:
- Schottischer Meister: 2017, 2018